# Khurshid av Tabaristan
Khurshid av Tabaristan, född 734, död 761 var kung av Tabaristan som är ett område som ligger i dagens Iran. Han utnämndes till regent redan tidigt i barndomen men övervakades av sin farbror som regent tills han blev fjorton år. Uppror och ockupation uppstod och Khurshid flydde till Daylam där han tog sitt liv.